# Řád dubu
Řád dubu (španělsky Orden de la Encina nebo Orden del Roble) byl prvním pyrenejským rytířským řádem. Je nutno předznamenat, že se dle některých pramenů jedná o řád legendární.
Založil jej navarrský král Garcia Jimenez mezi lety 870 až 882 (některé zdroje udávají datum 722) a jeho cílem byl boj proti Maurům. Řád byl pojmenován podle dubu, v jehož koruně král spatřil kříž, jemuž se klaněli andělé a toto zjevení mělo krále inspirovat k vítězné bitvě nad muslimy. Řád poté vzkvétal asi dvě století, načež pak zanikl a jeho majetky připadly zpět královské rodině Jimenez. Část těchto panství byla španělským králem r. 1771 dána Řádu Karla III.
Symbolem řádu byl červený kříž vyrůstající ze zelené koruny dubu. Rytíři nosili tento odznak na pravé straně hrudi, řádový oděv byl bílý. Heslem řádu bylo: Non timebo millia circundantes me.
Vyskytuje se i současný, podvodný řád Sovereign Order of the Oak, který ale nemá nic společného s Řádem dubu.